# Shirozua melpomene
Shirozua melpomene — вид дневных бабочек из семейства голубянок (Lycaenidae).

## Описание
Размах крыльев 30—40 мм. Фоновая окраска крыльев обоих полов светло-оранжевого цвета, у самки со светло-коричневой внешней каймой. Бахромка крыльев окрашена в такой же цвет. Задние крылья с коротким тонким хвостиком длиной до 3 мм. Нижняя сторона крыльев у обоих полов тёмно-оранжевая с узкими пятнами и перевязью. Передние лапки самцов несегментированные.

## Ареал
Ареал вида охватывает территорию Западного Китая.

## Биология
Вид за год развивается одном поколении. Время лёта бабочек длится с середины июля до конца августа. Гусеница развивается на различных видах дубов: (Quercus). Мирмекофилы — гусеницы посещаются и опекаются муравьями рода Lasius.